# Chlorthalonil
Chlorthalonil (englisch Chlorothalonil) ist ein Fungizid, das 1966 von Diamond Alkali Company eingeführt wurde. Als Mittel gegen Pilzbefall ist das ursprüngliche Einsatzgebiet der Pflanzenschutz, vor allem Getreideanbau. Seit Anfang 2020 ist es in der Europäischen Union und in der Schweiz verboten. Es ist auch in mit Holzschutzmittel-belasteten Materialien nachweisbar und somit in Innenräumen zu finden.

## Gewinnung und Darstellung
Chlorthalonil kann ausgehend von m-Xylol dargestellt werden. Dieses reagiert per Ammonoxidation zu Isophthalonitril, welches chloriert wird.

## Wirkung
Chlorthalonil ist ein nicht-systemisches Blattfungizid mit protektiver Wirkung. Es reagiert mit Thiolen, besonders mit Glutathion, der keimenden Pilzzellen. Das führt zur Unterbrechung der Glykolyse und somit zum Absterben der Pilzzellen.
In China wurde auch eine gute bakterizide Wirkung festgestellt.

## Verwendung

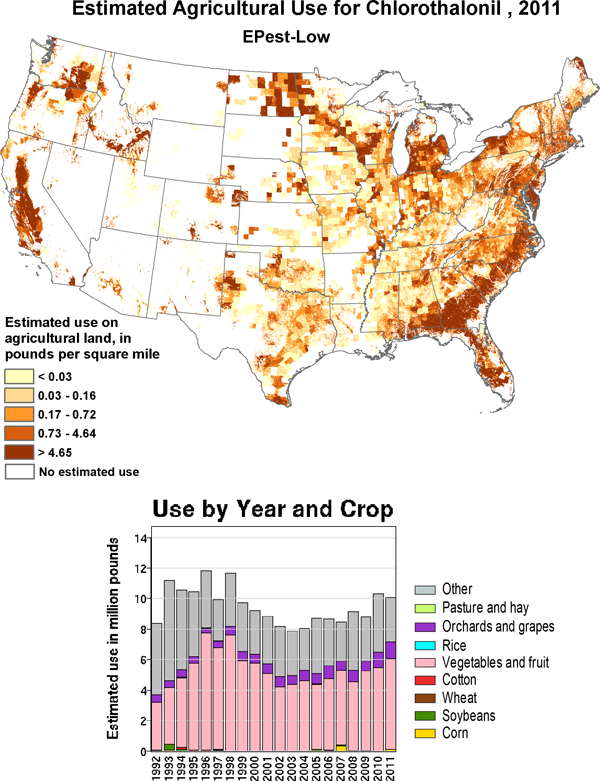
Geschätzte Ausbringungsmenge in den USA 2011

Chlorthalonil wird weltweit zur Bekämpfung verschiedenster Pilzerkrankungen in einer Vielzahl von Kulturen eingesetzt. In den USA wurden 2011 etwa 4500 Tonnen verbraucht. Diese wurden überwiegend im Erdnuss-, Kartoffel- und Tomatenanbau ausgebracht. Zuletzt wurden in der Schweiz jährlich rund 30 Tonnen des Pestizids auf den Feldern eingesetzt.
Aufgrund seiner geringen Wasserlöslichkeit und seiner UV-Stabilität eignet es sich auch als Anstrichfungizid. Das Wirkungsspektrum von Chlorthalonil erfasst Pilze, Hefen und Algen, weist jedoch, soweit es die Pilze betrifft, einige Lücken auf (z. B. für Trichoderma viride und Rhizopus stolonifer).

### Handelsnamen
Daconil, Bravo, Exotherm, Termil.

## Zulassung
In der Europäischen Union und auch in Österreich und Deutschland waren Produkte mit diesem Wirkstoff überwiegend für den Getreideanbau zugelassen. Am 29. April 2019 wurde entschieden, die Zulassung in der EU bis spätestens am 20. November 2019 zu entziehen. Die maximal mögliche Aufbrauchsfrist für Chlorthalonil enthaltende Pflanzenschutzmittel wurde auf den 20. Mai 2020 festgelegt.

### Schweiz
In der Schweizer Landwirtschaft waren Chlorthalonil-haltige Produkte ab den 1970er-Jahren bis Ende 2019 für eine Vielzahl von Anwendungsfällen im Acker-, Gemüse, Wein- und Zierpflanzenbau zugelassen.
In der Ostschweiz wurden 300 Trinkwasser- und Grundwasserproben genommen, in denen sich zeigte, dass der offizielle Höchstwert von Chlorthalonil-Metaboliten in über 10 Prozent der Proben überschritten war. Im Kanton Solothurn wurde dieser Höchstwert gleich in 18 Gemeinden überschritten. Dort sind besonders das Solothurnische Gäu und das Wasseramt betroffen. Im Kanton Zürich hatten von 92 kontrollierten Grundwasserfassungen, 29 den Grenzwert überschritten; beim Trinkwasser wurde der Höchstwert bei 20 Prozent der Messungen überschritten. Extrem kontaminiert war eine Grundwasserprobe aus Mettmenstetten, welche 1974 Mikrogramm pro Liter aufwies. Insgesamt wurde der Grenzwert im Grundwasser von 62 Zürcher Gemeinden überschritten, 18 davon liegen im Bezirk Dielsdorf. Im Trinkwasser des Kantons Aargau wurde der Grenzwert in jeder achten Gemeinde überschritten. Gestützt auf das Öffentlichkeitsprinzip hat der Kanton Bern am 6. Februar 2020 eine Liste mit den betroffenen Trinkwasserfassungen veröffentlicht, in denen die Höchstwerte für Chlorthalonil-Metaboliten im Rahmen von amtlichen Messungen im Jahr 2019 überschritten wurden. Auch im Kanton Luzern wurden einige Höchstwertüberschreitungen gemeldet, etwa aus Hochdorf und weiteren Gemeinden im Luzerner Seetal. Weiter sind auch die Kantone Freiburg, Genf, Schaffhausen, Tessin, Thurgau, Waadt und Zug stark von den Verunreinigungen betroffen. So wurde im Kanton Thurgau der Höchstwert bei mehr als einem Viertel der gemessenen Proben überschritten.
Um die Konzentration im Trinkwasser wieder zu senken, kann u. a. das kontaminierte Wasser mit weniger kontaminiertem Wasser verdünnt werden, wie z. B. im aargauischen Villmergen und Obersiggenthal, sowie im zürcherischen Wiesendangen. Im Kanton Solothurn gibt es jedoch wegen der flächendeckenden Belastung kein Wasser zum Verdünnen, es kann somit kein Ersatzwasser bereitgestellt werden. Alternativ werden Brunnen auch komplett vom Netz genommen, wie etwa im bernischen Worben und dem thurgauischen Wäldi.
Die Seeländische Wasserversorgung SWG in Worben hat eine Pilotanlage zur Umkehrosmose installiert und beabsichtigt, eine 1,7 Mio. CHF teure Anlage zur Filtrierung des Trinkwassers in der Fassung Worben zu installieren. Die Konzentrationen der Chlorthalonil-Metaboliten nach der Filtrierung sind alle unterhalb der Bestimmungsgrenze.
Im September 2019 ersuchten der Gemeinderat und die Gemeindewerke von Villmergen die Landwirtschaft um einen Verzicht auf Chlorthalonil. Im April 2019 wurde dem Pestizid bereits in der EU die Zulassung entzogen. Die Schweiz leitete auch ein Verbot in die Wege. Das Bundesamt für Landwirtschaft schrieb dazu: «Die Informationen der Hersteller werden zurzeit vom Bundesamt für Lebensmittelsicherheit evaluiert.» Ein definitiver Entscheid über den Widerruf für diese Substanz wurde bis Ende 2019 angekündigt. In der Folge rief der Schweizer Bauernverband dazu auf, keine neuen Chlorthalonil-Vorräte mehr anzulegen. Fenaco stellte den Verkauf Chlorthalonil-haltiger Pflanzenschutzmittel ein. Am 12. Dezember 2019 teilte das Bundesamt für Landwirtschaft mit, dass die Zulassung per sofort entzogen wird und ein Anwendungsverbot per 1. Januar 2020 in Kraft tritt. Die Syngenta Agro AG versucht mit Beschwerden beim Bundesverwaltungsgericht dagegen vorzugehen. Infolge darf das Bundesamt für Lebensmittelsicherheit und Veterinärwesen vier verschiedene Metaboliten nicht mehr öffentlich als toxikologisch relevant bezeichnen. Im Mai 2024 urteilte das Bundesverwaltungsgericht, dass ein klagendes Unternehmen mit Sitz im Kanton Aargau keine Frist für den Ausverkauf von Fungiziden mit dem Wirkstoff Chlorothalonil erhält. Das Urteil ist noch nicht rechtskräftig und kann beim Bundesgericht angefochten werden (Stand: Mai 2024).
Inzwischen hat der Bund, zusammen mit den Kantonen Bern und Solothurn, ein Pilotprojekt zur Erschließung von neuen Trinkwasservorkommen am Jurasüdfuss gestartet.
Eine im September 2020 im Wissenschaftsmagazin Water Research veröffentlichte Studie machte publik, dass Forscher des Schweizer Wasserforschungsinstituts Eawag Chlorthalonil-Rückstände im Mineralwasser Evian gefunden hatten (6 Nanogramm pro Liter).

## Toxizität
Die Europäische Behörde für Lebensmittelsicherheit (EFSA) veröffentlichte Anfang 2018 einen Bericht zur Risikobewertung von Chlorthalonil. In diesem wird die Substanz als gering akut toxisch bei oraler oder dermaler Aufnahme eingestuft. Bei inhalativer Aufnahme ist es jedoch sehr giftig und kann zudem Atemwegsreizungen hervorrufen. Chlorthalonil ist nicht hautreizend, kann aber Allergien auslösen und bei Augenkontakt Schäden hervorrufen. In Tierversuchen an Ratten und Mäusen konnten Tumoren in den Nieren festgestellt werden. Aus diesem Grund steht Chlorthalonil im Verdacht, auch für den Menschen krebserregend zu sein. Es konnte kein Hinweis auf Genotoxizität, Neurotoxizität oder Immunotoxizität gefunden werden. Außerdem ist das Fungizid kein endokriner Disruptor.
Die EFSA gibt eine Erlaubte Tagesdosis (ETD) von 0,015 mg/kg Körpergewicht und eine Akute Referenzdosis (ARfD) von 0,05 mg/kg Körpergewicht an. In der Schweiz wurde z. B. für Stangensellerie ein relativ hoher Rückstandshöchstgehalt (RHG) von 10 mg Chlorthalonil pro Kilogramm zugelassen. Demnach darf ein Mensch, um die ETD nicht zu überschreiten, höchstens 1,5 Gramm Stangensellerie pro Kilogramm Körpergewicht und Tag aufnehmen, bezw. 5 Gramm in Bezug auf die ARfD. Beim Trinkwasser hingegen gilt ein viel strengerer RHG von 0,1 Mikrogramm (μg) pro Liter. Theoretisch könnte also von einem Wasser mit einem RHG von 0,1 μg Chlorthalonil bis zu 150 Liter pro Tag und Kilogramm Körpergewicht aufgenommen werden, damit die ETD eingehalten werden kann, bezw. 500 Liter in Bezug auf die ARfD. Dieses Rechenbeispiel zeigt, dass die aufgenommene Menge aus direkt mit Pestiziden gespritztem Gemüse theoretisch um ein Vielfaches höher sein kann als bei Trinkwasser, sagt aber nichts über tatsächliche Belastungen aus.
Chlorthalonil ist in der MAK-Liste III B (Stoffe mit begründetem Verdacht auf krebserzeugendes Potential) sowie als allergisierender Stoff (Sensibilisierung der Haut) aufgeführt.

### Metaboliten
Neben dem eigentlichen Wirkstoff haben auch Metaboliten von Chlorthalonil toxikologische Relevanz. 20 Metaboliten sind bekannt. So ist beispielsweise 2,4,5-Trichlor-6-hydroxybenzol-1,3-dicarbonitril, das in Pflanzen und Tieren gebildet wird, bei oraler Aufnahme akut toxisch.
Weitere wichtige Metaboliten sind R417888 (Chlorthalonil-Sulfonsäure) und R471811, die anders als die Phenole R611968, SYN507900 und SYN548580 nicht mittels Ozonierung oder Aktivkohle, sondern höchstens durch dichte Membranen (Nanofiltration, Umkehrosmose) aus dem Wasser entfernbar sind.

2,4,5-Trichlor-6-hydroxybenzol-1,3-dicarbonitril
Chlorthalonil-Sulfonsäure (R417888)
R471811

Metaboliten können die gültigen Grenzwerte um ein Vielfaches überschreiten. Eine Trinkwasser-Messung in Brügg (CH) vom 6. April 2020 zeigte eine 3,4-fache Überschreitung des gültigen Grenzwerts von R471811. Im Kanton Zürich werden die aktuellen Werte seit Ende März 2023 im Internet veröffentlicht.

## Entfernung
Die Entfernung von Chlorthalonil und seinen Metaboliten kann durch sehr teure, technisch aufwändige und unökologische Methoden wie Umkehrosmose, Nano- oder Mikrofiltration erreicht werden. Außerdem kann mittels Vermischung mit unbelastetem Wasser eine Verdünnung erzielt werden. Letzteres bewirkt jedoch nur eine Senkung der Konzentration; die Stoffe verbleiben im Wasser. Bei Technologien, die auf Membrantechnik basieren, müssen die Membranen zudem mit chemischen Mitteln regelmäßig gereinigt werden, was teuer und unökologisch ist.